# 馬塔拉 (安哥拉)
14°44′00″S 15°02′00″E / 14.73333°S 15.03333°E
馬塔拉（葡萄牙語：Matala），是個位於安哥拉西南部的城鎮，由威拉省負責管轄，面積9,065平方公里，海拔高度1,237米，2014年該城鎮人口221,000，人口密度每平方公里24人。